# 卢卡主教座堂

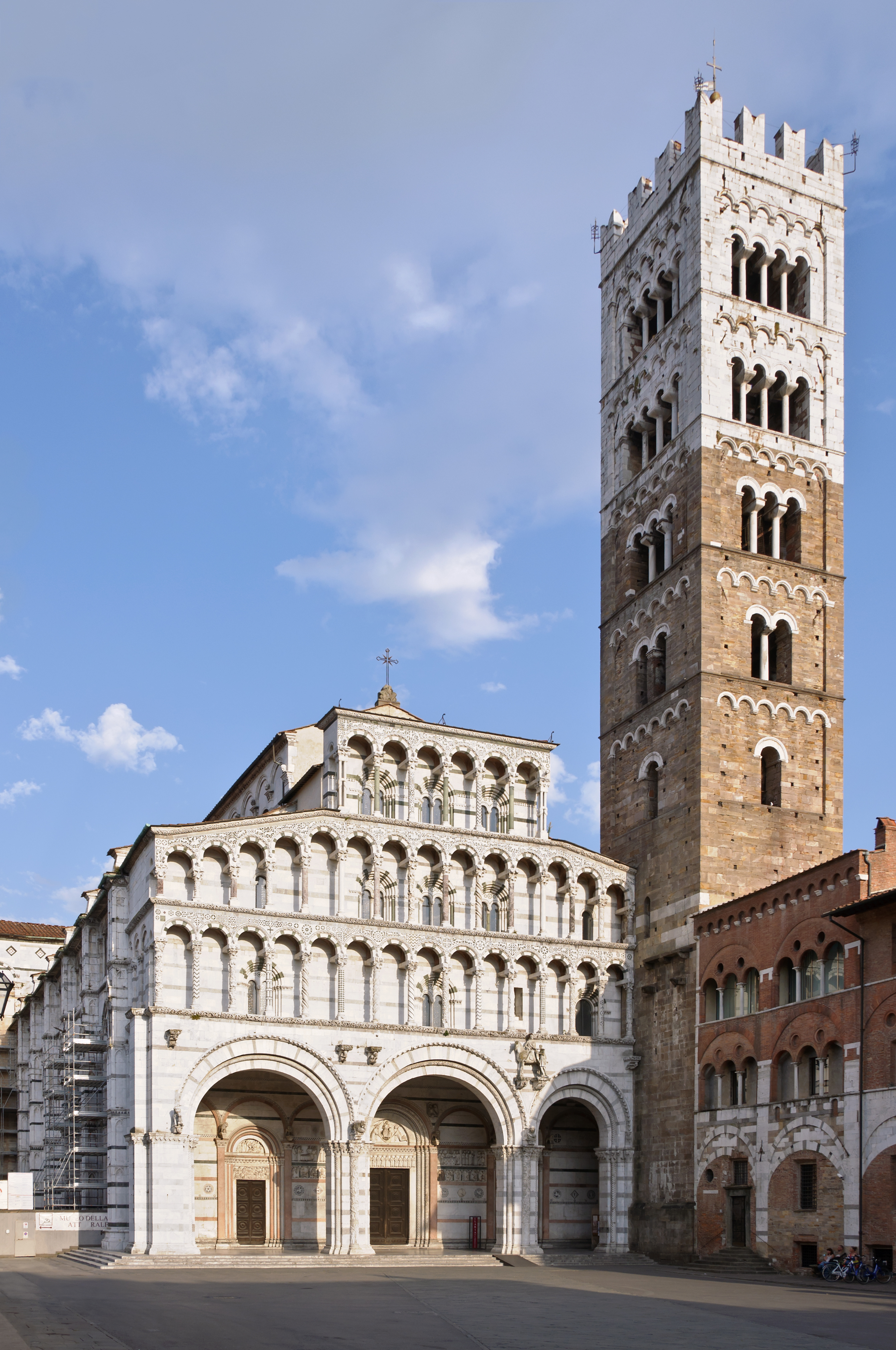
立面与钟楼

卢卡圣玛尔定主教座堂（Duomo di Lucca San Martino）是天主教卢卡总教区的主教座堂，位于意大利托斯卡纳大区的卢卡，面临圣玛尔定广场，供奉都尔的玛尔定，由安瑟姆主教（后来的教宗历山二世）始建于1063年。拥有美丽的钟楼。
43°50′26.5″N 10°30′21″E / 43.840694°N 10.50583°E